# 中国共产党龙港市委员会
中国共产党龙港市委员会（简称中共龙港市委员会、龙港市党委）是中国共产党在浙江省龙港市的领导机关。

## 历史
1928年10月，中共缪家桥支部成立，是龙港地域成立较早的中共组织。中华人民共和国成立后，龙港地域曾先后建立多个乡镇基层党委组织，均属中共宜山区委管辖。龙港镇成立后，随着城镇建设不断发展，龙港镇党组织设置几经演变沿革。2019年8月16日，民政部批准龙港镇升格为龙港市。同年9月25日，中国共产党苍南县龙港镇委员会撤销，中国共产党龙港市委员会挂牌成立。